# 全っっっっっ然知らない街を歩いてみたものの
『全っっっっっ然知らない街を歩いてみたものの』（ぜんっっっっっぜんしらないまちをあるいてみたものの）は、清野とおるによる日本の漫画作品。『漫画実話ナックルズ』（ミリオン出版）誌上にて不定期連載をしていた。2013年7月12日に大洋図書より単行本化。
2021年、ムロツヨシ主演でテレビドラマ化され、フジテレビにて3月29日（28日深夜）から4月3日（2日深夜）まで6夜連続で放送された。地上波放送内で描ききれなかったアナザーストーリー2話を最終話放送終了後の4月3日（2日深夜）よりFODプレミアムにて期間限定配信。

## あらすじ
漫画家のセイノはある日地図を眺めていた際、不意に「知らない街」の多さにハッとする。それらの街にはどんな光景が広がり、どんな人々が息衝き、どんな生活や人生の物語が繰り広げられているのだろうか。知らないままいることが何だかとても悔しい…と思い立ち、好奇心に背中を押されて、セイノは縁もゆかりもない「知らない街」に足を運び、街歩きをする。

## 登場人物
セイノ
東京都北区赤羽在住の漫画家。

## 書誌情報
- 清野とおる『全っっっっっ然知らない街を歩いてみたものの』大洋図書〈ミリオンコミックス〉、全1巻
  1. 2013年7月12日発売[3]、ISBN 978-4-8130-5396-5

## テレビドラマ
フジテレビにて2021年3月29日（28日深夜）から6夜連続で放送されたテレビドラマ。ムロツヨシ主演。ムロがフジテレビの連続ドラマに主演するのは今回が初めてである。地上波放送6話に加え、アナザーストーリー2話がFODにて期間限定で配信。
2022年3月7日（6日深夜）から4月11日（10日深夜）まで、毎週月曜（日曜深夜）の1時25分 - 1時55分にフジテレビでSeason 2（全6回）が放送された。

### キャスト
セイノ
演 - ムロツヨシ
北区赤羽在住の漫画家。ある時ふと思い立って地図を広げた際に「知らない街」が圧倒的に多いことにハッとした。知らないままでいても何ら問題はないが、きっと多くの人生模様や物語が繰り広げられているのだろうと想像すると、知らないままでいることが何だかとても悔しい。そこで自ら「知らない街」に足を運んで散策をすることにした。しかし、そこは漫画家。一般的に有名なスポットやご当地グルメに一喜一憂しない。セイノ独特のマイペースな視点でゆるりと街歩きを楽しむ。
ナカタ （Season 1）
演 - 中川大志
日本各地を自転車で旅をしている青年。セイノが訪れる街でことごとくニアミスしている。
ハラダ（Season 2）
演 - 勝地涼
セイノが訪れる街に必ずといっていいほど現れる人気インフルエンサー。

### スタッフ
- 原作 - 清野とおる『全っっっっっ然知らない街を歩いてみたものの』（大洋図書）
- 脚本 - ヨーロッパ企画 / 上田誠、酒井善史、永野宗典、橋本尚和
- 監督 -
- 主題歌 - 電大「よかった」（Line Drive Record）
- チーフプロデューサー - 安永英樹（フジテレビ）
- プロデューサー - 竹内康人、勝田久美子、栁川由起子
- 演出 - 吉村慶介、佐藤さやか
- 助監督 - 長谷川琢真、新谷辰雄
- 制作担当 - 島川統ノ介
- 制作主任 - 増田玲介
- 制作 - 共同テレビ
- 製作・著作 - フジテレビ

### 放送日程

#### Season 1（	2021年3月29日（28日深夜） - 4月3日（2日深夜））
| 各話  | 放送日  | タイトル（所在地）         | ゲスト                   | 脚本     |
| ----- | ------- | -------------------------- | ------------------------ | -------- |
| 第1話 | 3月29日 | 上中里（東京都北区）       | 黒田福美、高杉亘         | 上田誠   |
| 第2話 | 3月30日 | 国道（神奈川県横浜市）     | 平泉成、高橋ユウ         | 酒井善史 |
| 第3話 | 3月31日 | 霞ヶ関（埼玉県川越市）     | ビートきよし、高橋ひとみ | 永野宗典 |
| 第4話 | 4月01日 | 山田（東京都八王子市）     | 新川優愛、伊吹吾郎       | 永野宗典 |
| 第5話 | 4月02日 | 久留里（千葉県君津市）     | モト冬樹、東幹久         | 橋本尚和 |
| 第6話 | 4月03日 | 続・久留里（千葉県君津市） | 温水洋一、久保田磨希     | 上田誠   |

#### アナザーストーリー（FOD配信／2021年4月2日 - 28日）
| 各話  | 配信期間      | タイトル（所在地）         | ゲスト                                       |
| ----- | ------------- | -------------------------- | -------------------------------------------- |
| 第7話 | 4月2日 - 28日 | 続・上中里（東京都北区）   | 永野宗典、中川晴樹、石田剛太、中島愛子       |
| 第8話 | 4月2日 - 28日 | 続・霞ヶ関（埼玉県川越市） | 早織、石田剛太、土佐和成、中川晴樹、酒井善史 |

#### Season 2（2022年3月7日（6日深夜）- 4月11日（10日深夜））
| 各話  | 放送日  | タイトル（所在地）         | ゲスト                                                                          |
| ----- | ------- | -------------------------- | ------------------------------------------------------------------------------- |
| 第1話 | 3月07日 | 南行徳（千葉県市川市）     | シルビア・グラブ、伊藤修子、阿部亮平、中村里帆、シイナナルミ、ゆでたまご安井 他 |
| 第2話 | 3月14日 | 代官山（東京都渋谷区）     | ジョナ・ゴールド、トム・ブラウン、猪塚健太、斉木しげる 他                       |
| 第3話 | 3月21日 | 堀切（東京都葛飾区）       | 森川葵、鈴木正幸、西尾まり、西野凪沙、永野宗典 他                               |
| 第4話 | 3月28日 | 立石・前編（東京都葛飾区） | 柳沢慎吾、水谷あつし、斉藤祥太、斉藤慶太、赤星昇一郎、山内優花 他               |
| 第5話 | 4月04日 | 立石・後編（東京都葛飾区） | LiLiCo 他                                                                       |
| 第6話 | 4月11日 | 女子大（千葉県佐倉市）     | 美山加恋、中川大志、入江雅人、本多力、吉川正洋 他                               |